# Soulseek
Soulseek es un programa y una red de intercambio de archivos informáticos usado primordialmente para compartir música, aunque permite el tránsito de toda clase de archivos. Fue fundado en 2001 por Nir Arbel, un exprogramador de Napster y al igual que este programa, SoulSeek descansa en un servidor central; asimismo, cuenta con una serie de características que lo diferencian en alguna medida de otros programas similares. Existe una numerosa comunidad organizada en torno de este programa.

## Historia y desarrollo
En el año 2000, una vez concluido su período como programador de Napster y del cierre de la red de intercambio, Nir Arbel escribió el código original de lo que sería el cliente de su propia red: SoulSeek. Los primeros usuarios de la red fueron los miembros de la lista de correos Intelligent Dance Music (IDM) y la mayoría de la música que se encontraba en primer término en el programa era electrónica underground, o bien, creada por los mismos usuarios del cliente, este elemento sería determinante para el desarrollo futuro de la aplicación y su respectiva red.
Después de que Audiogalaxy (otro famoso programa de intercambio) fuera cerrado por supuestamente infringir legislación sobre derechos de copia, muchos de sus usuarios migraron a Soulseek y llevaron consigo música con derechos de copia que eran propiedad de casas discográficas miembros de la Asociación Estadounidense de la Industria Fonográfica o RIAA, según su sigla en inglés. No obstante, Soulseek continúa siendo un favorito de los aficionados a la música underground, progresiva e independiente y una gran cantidad de los archivos que se comparten en Soulseek se inscriben en el uso legal del intercambio de archivos porque se distribuyen bajo una licencia gratuita, debido a esto, SoulSeek siempre ha estado lejos del alcance de la RIAA.
La base de usuarios ha crecido rápidamente desde sus inicios y se cree que ahora existe un promedio de 120 000 usuarios conectados en la red, con un total de usuarios registrados que superaba el millón a principios de 2004, momento que precedió a la declinación de Kazaa y al cierre de Winmx, por lo que el estimado podría estar muy por debajo de sus números reales. Justamente, debido a la gran cantidad de usuarios, el servidor de Soulseek empezó a experimentar sobrecargas durante los años 2003 y 2004, pero este problema fue resuelto con la instalación de un nuevo servidor a mediados de 2004. Desde entonces, ha sido raro que el servidor se sobrecargue o que la red se interrumpa por largos períodos de tiempo.

## Salones y comunidad
Más allá de cualquier elemento del programa o característica de la interfaz de usuario, lo que realmente distingue a SoulSeek es el sentimiento de comunidad que posee la red. Los administradores y desarrolladores del programa no solo se han contentado con contar con un blog, un foro y una página web en la que se publican noticias relativas a la red, se discute ampliamente acerca de todo tipo de cuestiones (por ejemplo: las características de futuras versiones del programa) y se descargan actualizaciones del programa, respectivamente, sino que incluso crearon una casa discográfica propia. En efecto, muchos de los usuarios originales de Soulseek son también productores de música y, así las cosas, era solo cuestión de tiempo antes de que llevaran su espíritu de comunidad un paso más allá y formaran una casa discográfica. Soulseek Records se formó en el año 2002 y está enfocada a la promoción de artistas independientes. Según se declara en la página principal del programa, SoulSeek se creó para compartir música que está en el dominio público de artistas independientes, es decir, que no tienen contratos con compañías discográficas y que desean compartir su trabajo y comunicarse con una gran audiencia de una forma eficaz. 
En lo que ya se refiere propiamente a la experiencia de los usuarios, uno de los elementos más importantes de la red son los salones de usuarios que, generalmente, están poblados por un grupo constante de individuos con intereses similares. En estos salones se desarrolla todo tipo de conversaciones y no solo relacionadas con música. Existen opciones que permiten la búsqueda de archivos de manera más específica, una de ellas tiene que ver con los salones de chat, en los cuales pueden hacerse búsquedas sin que el motor acceda a otros usuarios que los existentes en dicho salón. Esto normalmente hace la búsqueda más fácil debido al interés general de los usuarios de un salón, comúnmente reunidos en un mismo lugar por ser parecidas sus preferencias musicales.
La mayoría de los salones está dedicada a estilos musicales o a regiones del mundo. Por ejemplo, existen varios salones sobre música japonesa, los cuales han dado origen a un grupo para compartir archivos vía BitTorrent y a un popular salón de música underground que se concentra en la música independiente.

## Clientes

### El cliente original de Windows
Así como el cliente “oficial” de SoulSeek diseñado para operar en máquinas que ejecutan el Sistema operativo de Windows , existen otros clientes escritos para ejecutarse en diferentes entornos de sistema.

### Los clientes de GNU/Linux
Una comunidad que tiene una fe tan grande en la independencia digital no podría vivir según sus creencias si no existieran clientes para GNU/Linux, el símbolo de la independencia informática. Existen tres clientes para este sistema operativo, a saber: PySoulseek, un cliente escrito en WxPython; Nicotine, escrito en PyGTK2 y basado en PySoulSeek; y, finalmente, Museek, un cliente escrito en C++/Qt.

### Los clientes para Mac
Existen varios clientes para computadoras Macintosh, por ejemplo Nicotine, que fue creado por Hyriand (seudónimo) para que fuera ejecutable tanto en Linux como en Mac OS X. Otros clientes exclusivos para este tipo de máquinas son: SolarSeek, de código abierto; y soulseeX, desarrollado por Chris Schleifer. 
Existe un nuevo cliente de código abierto también llamado iSoul.

### Los clientes para iPhone / iPod Touch
Recientemente se ha creado un cliente específico para los 2 productos estrella de Apple aunque para poder utilizarlo hay que tener el Installer habilitado, todavía en fase beta pero ya funciona bien su nombre iSlsk se puede encontrar en el repositorio "BigBoss".

### Cliente para Android
Hace algún tiempo, en la tienda Google Play Store, está disponible en versión beta una aplicación llamada GoSeek, que con las credenciales usadas en Soulseek permite realizar búsquedas y descargas de forma simultánea igual que en los demás clientes.